# Campeonato Maranhense de Futebol de 2006
O Campeonato Maranhense de Futebol de 2006 foi a 85º edição da divisão principal do campeonato estadual do Maranhão. O campeão foi o Moto Club que conquistou seu 23º título na história da competição. O artilheiro do campeonato foi André Lima, jogador do Sampaio Corrêa, com 15 gols marcados.

## Premiação
| Campeonato Maranhense de 2006  |
| ------------------------------ |
| Moto Club Campeão (23º título) |